# میاکه گونبی
میاکه گونبی (انگلیسی: Miyake Gunbei؛ یک رعیت بود که در دوره ادو (قرن هفدهم) ژاپن در خدمت هوندا تاداماسا، ارباب قلعه هیمه‌جی بود. از اوایل زندگی او چیزی در دست نیست. شهرت اصلی او به دلیل برخورد با شمشیرزن مشهور، میاموتو موساشی است.